# Jean-Luc Marret
Pour les articles homonymes, voir Marret.
 (novembre 2022).
La mise en forme du texte ne suit pas les recommandations de Wikipédia : il faut le « wikifier ».
Les points d'amélioration suivants sont les cas les plus fréquents :
- Les titres sont pré-formatés par le logiciel. Ils ne sont ni en capitales, ni en gras.
- Le texte ne doit pas être écrit en capitales (les noms de famille non plus), ni en gras, ni en italique, ni en « petit »…
- Le gras n'est utilisé que pour surligner le titre de l'article dans l'introduction, une seule fois.
- L'italique est rarement utilisé : mots en langue étrangère, titres d'œuvres, noms de bateaux, etc.
- Les citations ne sont pas en italique mais en corps de texte normal. Elles sont entourées par des guillemets français : « et ».
- Les listes à puces sont à éviter, des paragraphes rédigés étant largement préférés. Les tableaux sont à réserver à la présentation de données structurées (résultats, etc.).
- Les appels de note de bas de page (petits chiffres en exposant, introduits par l'outil «  Source ») sont à placer entre la fin de phrase et le point final[comme ça].
- Les liens internes (vers d'autres articles de Wikipédia) sont à choisir avec parcimonie. Créez des liens vers des articles approfondissant le sujet. Les termes génériques sans rapport avec le sujet sont à éviter, ainsi que les répétitions de liens vers un même terme.
- Les liens externes sont à placer uniquement dans une section « Liens externes », à la fin de l'article. Ces liens sont à choisir avec parcimonie suivant les règles définies. Si un lien sert de source à l'article, son insertion dans le texte est à faire par les notes de bas de page.
- La présentation des références doit suivre les conventions bibliographiques. Il est recommandé d'utiliser les modèles {{Ouvrage}}, {{Chapitre}}, {{Article}}, {{Lien web}} et/ou {{Bibliographie}}. Le mode d'édition visuel peut mettre en forme automatiquement les références.
- Insérer une infobox (cadre d'informations à droite) n'est pas obligatoire pour parachever la mise en page.

Pour une aide détaillée, merci de consulter Aide:Wikification.
Si vous pensez que ces points ont été résolus, vous pouvez retirer ce bandeau et améliorer la mise en forme d'un autre article.
Jean-Luc Marret est un auteur, essayiste et chercheur français.

## Biographie
Jean-Luc Marret est un écrivain romancier, essayiste et chercheur. Ses romans entendent décrire notre époque dans toute sa diversité, en particulier dans ses contrastes les plus saisissants, entre hyperclasse globale et réalités locales de la pauvreté et de la violence. Littérature pour certains, néo-noir ou cyberpunk pour d'autres, son œuvre ne s'interdit aucune limite de sujet ou de style. Elle s'inscrit en revanche contre toute littérature plate sur le fond ou la forme et s'attache même à recourir au lyrisme, quand c'est nécessaire - effort subversif seul à même de rendre compte du vertige du XXIe siècle.
Son roman Guerre totale (L'Editeur, 2011) est ainsi une dystopie décrivant une odyssée ringarde, tragi-comique, d'un combattant - dont le nom de guerre est "Ali Karaté" - à travers un monde ayant basculé dans une guerre sans limite. Célinien de style, pour rendre compte du chaos baroque, ce roman est fondé sur la fréquentation par l'auteur de certaines zones de guerre, en Afrique, au Liban-sud ou en Afghanistan. Un pays imaginaire est décrit - l'Albanistan - à mi-chemin entre l'Albanie et un pays d'Asie centrale, ce qui permet à l'auteur de concentrer sur cette scène imaginaire à la fois une langue tordue, argotique si besoin, et des scènes à la violence parfois théâtralisée. L'inclination humaine pour la violence, son génie même, sont sans limites. Pour Ali karaté, pour le monde même, la situation est désespérée, mais pas sérieuse.
On notera que l'auteur, entendant décrire l'ensemble du monde en conflit, utilise des intertextualités ou "zones textuelles" nombreuses, ainsi que des procédures formelles de censure, afin de souligner et à dire vrai, d'imiter le temps digital rapide, compulsif, des réseaux sociaux et de la société de l'information.
Dans Pornification (Intervalles, 2015), l'auteur donne une biographie fictionnelle de l'actrice Karin Schubert. Cette actrice a joué avec les plus grands (Richard Burton, Yves Montand, Yves Boisset, Louis de Funès). Les francophones connaissent en particulier son interprétation de la reine allemande dans La folie des grandeurs. Jean-Luc Marret observe à travers cette dure existence à la fois le basculement individuel d'un destin - Karin Schubert a été la première actrice classique ayant évolué dans la pornographie et le passage progressif du marxisme culturel d'une certaine élite considérant la pornographie comme une libération contre les valeurs bourgeoises traditionnelles jusqu'au "capitalisme des corps" incarné par l'époque actuelle où le porno fait l'objet d'une consommation individualiste de masse. Marret se place ici dans une perspective développée par Christopher Lasch avec ses concepts de culture du narcissisme et de révolte des élites.
Il est chercheur à la Fondation pour la recherche stratégique (en) (FRS)à Paris et a été de 2006 à 2013 "senior fellow in residence" à l'Université Johns-Hopkins (SAIS) à Washington. Il est un des chercheurs français les plus actifs en matière de participation à des programmes scientifiques internationaux, en particulier européens. Il a conçu et dirigé le premier programme français (Programme AMAL) de prévention de la récidive djihadiste en milieu carcéral, pour le compte du Ministère de la Justice français (Douze détenus (Revenants de Syrie, DAECH/Front al-Nosra), approche psycho-sociale TCC, et distanciation théologique avec des bénéficiaires qui n'étaient pas volontaires au départ). Ce programme est en général considéré comme un succès opérationnel précurseur. Il pratique différentes formes de boxe. Il est docteur en science politique (Paris 2), titulaire d'un DEA de sécurité internationale et d'une licence de théologie. Ses langues de travail sont le français, l'anglais, l'allemand, et il possède des certificats de langue en arabe (Fusra).

## Ouvrages de recherche
Il a de surcroît publié une douzaine d'ouvrages scientifiques, dont :
- Violence transnationale et sécurité publique, (Ed.), Paris 2-LGDJ, 1999 (Fr)
- Techniques du terrorisme, Presses universitaires de France, 2000 et 2002 (éditions arabe et roumaine)
- États échoués, avec A.L. Didier, Paris, PUF, 2001.
- La Fabrication de la paix, Paris, Éditions Ellipses, 2001
- Les Fabriques du Jihad (dir), Presses universitaires de France, 2005
- Histoires de Djihad, avec M. Guérin, Paris, Éditions des Équateurs, 2007 et 2016.
- Transatlantic cooperation on protracted displacement: Urgent need and unique opportunity (Ed. With J. Calabrese), Washington Dc, MEI press, 2012 (En)